# Manu Busto
Manuel Adolfo Busto Loza (Santander, Cantabria, 7 de octubre de 1980), más conocido como Manu Busto, es un futbolista español que juega en la posición de delantero en el CD Bezana de la Tercera División Española.

## Trayectoria
Manu Busto se formó en las categorías inferiores de diversos equipos de Santander y jugó en el equipo filial del Real Valladolid. Disputó dos temporadas con el Pontevedra Club de Fútbol (2002-03 y 2003-04) y en la última ascendió a Segunda División, en la temporada 2004-05 jugó cedido en el Club Deportivo Castellón y marcó el gol que supuso el ascenso del equipo castellonense a Segunda División. Después volvió al conjunto pontevedrés, jugó dos temporadas en el Real Jaén y en el verano de 2007 se incorporó al Lorca Deportiva, tras el descenso del conjunto murciano a Segunda División B, donde estuvo dos temporadas. El 11 de julio de 2009 fue presentado como jugador del Real Oviedo .
En el verano de 2015, regresa a su Cantabria natal y ficha por el Club Deportivo Tropezón.

## Clubes
| Club                 | País   | Año       |
| -------------------- | ------ | --------- |
| Real Valladolid B    | España | 1998-2002 |
| Pontevedra CF        | España | 2002-2004 |
| CD Castellón         | España | 2004-2005 |
| Pontevedra CF        | España | 2005      |
| Real Jaén CF         | España | 2005-2007 |
| Lorca Deportiva CF   | España | 2007-2009 |
| Real Oviedo          | España | 2009-2013 |
| APO Levadiakos       | Grecia | 2013-2014 |
| Club Portugalete     | España | 2014-2015 |
| CD Tropezón          | España | 2015-2017 |
| CD Bezana            | España | 2017-2018 |
| Club Deportivo Naval | España | 2018-2020 |
| Miengo F.C.          | España | 2020-2021 |
| CD Bezana            | España | 2021-     |